# Arquidiócesis de Cagliari
La arquidiócesis de Cagliari (en latín: Archidioecesis Calaritana y en italiano: Arcidiocesi di Cagliari) es una circunscripción eclesiástica de la Iglesia católica en Italia. Se trata de una arquidiócesis latina, sede metropolitana de la provincia eclesiástica de Cagliari. Desde el 16 de noviembre de 2019 su arzobispo es Giuseppe Baturi.

## Territorio y organización

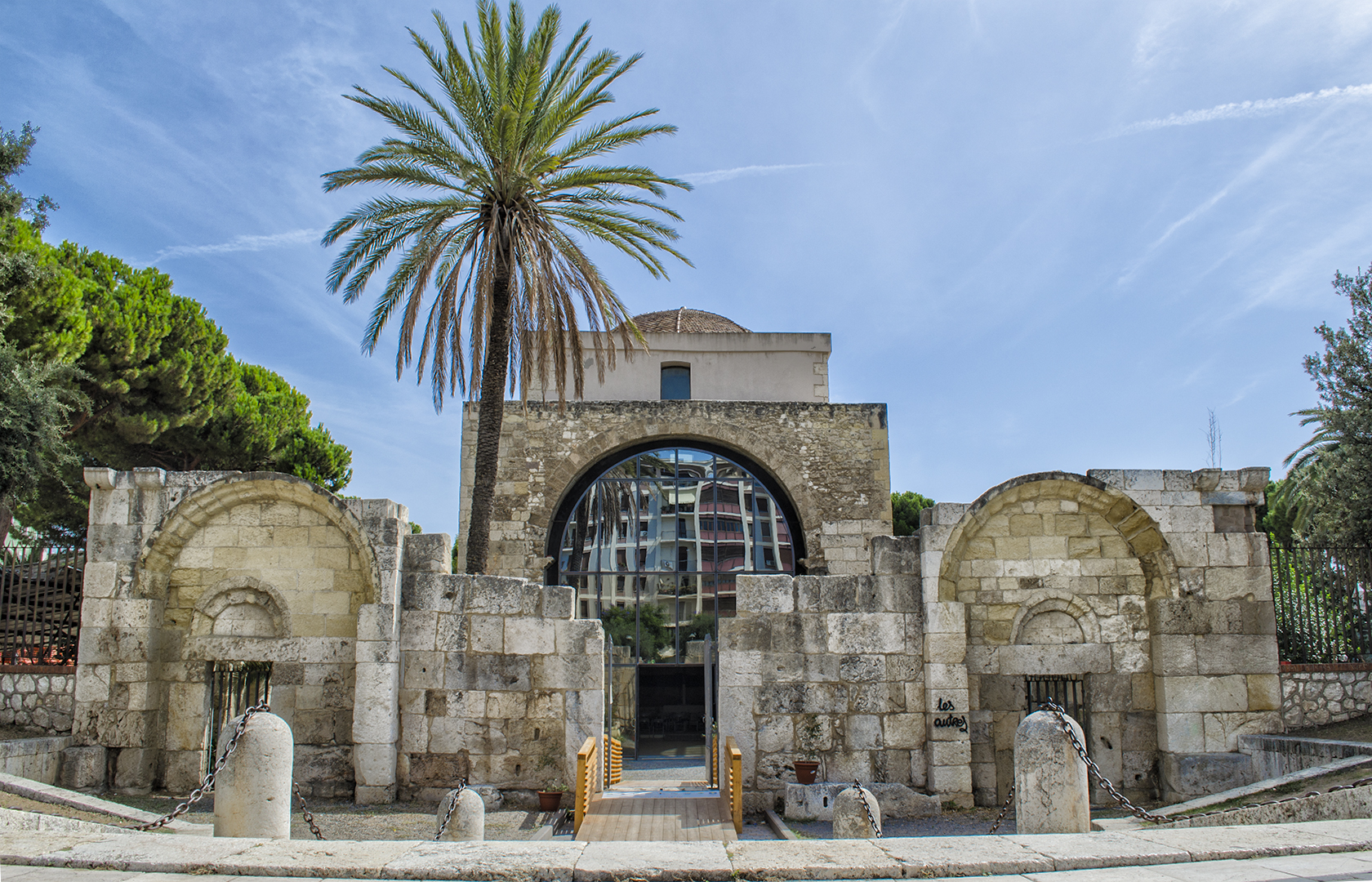
Basílica de San Saturnino, en Cagliari

La arquidiócesis tiene 4041 km² y extiende su jurisdicción sobre los fieles católicos de rito latino residentes en parte de la región de Cerdeña, comprendiendo:
- la ciudad metropolitana de Cagliari (conformada por las comunas de: Assemini, Cagliari, Capoterra, Decimomannu, Elmas, Maracalagonis, Monserrato, Pula, Quartucciu, Quartu Sant'Elena, Sarroch, Selargius, Sestu, Settimo San Pietro, Sinnai, Uta y Villa San Pietro);
- 52 comunas de la provincia de Cerdeña del Sur: Armungia, Ballao, Barrali, Burcei, Castiadas, Decimoputzu, Dolianova, Domus de Maria, Donori, Escolca, Furtei, Gergei, Gesico, Goni, Guamaggiore, Guasila, Mandas, Monastir, Muravera, Nuraminis, Nurri, Orroli, Ortacesus, Pimentel, Samassi, Samatzai, Sanluri, San Basilio, San Nicolò Gerrei, San Sperate, Sant'Andrea Frius, San Vito, Segariu, Selegas, Senorbì, Serdiana, Serramanna, Serrenti, Serri, Siliqua, Silius, Siurgus Donigala, Soleminis, Suelli, Ussana, Vallermosa, Villamar, Villanova Tulo, Villasalto, Villasimius, Villasor y Villaspeciosa.[2]

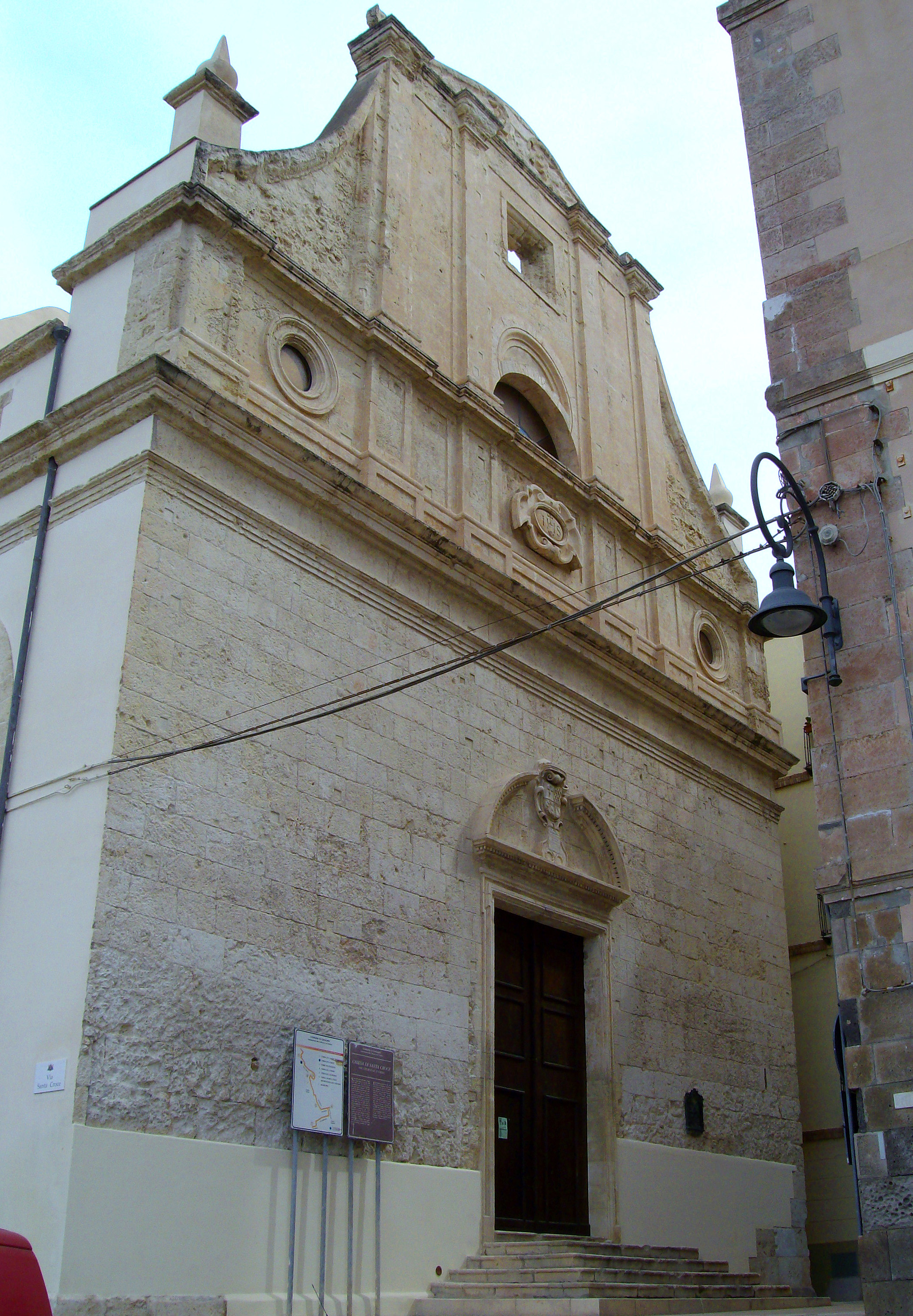
Basílica de la Santa Cruz, en Cagliari

La sede de la arquidiócesis se encuentra en la ciudad de Cagliari, en donde se halla la Catedral de Santa María Asunta al Cielo y de Santa Cecilia Virgen y Mártir, el seminario archiepiscopal, y las basílicas de: San Saturnino, la Santa Cruz y el santuario de Nuestra Señora de Bonaria (principal centro de peregrinación de la arquidiócesis). En Quartu Sant'Elena se encuentra la basílica de Santa Elena Emperatriz. En el territorio de la arquidiócesis existen las excatedrales de: San Pantaleón (en Dolianova, exdiócesis de Dolia) y San Pedro (en Suelli, exdiócesis de Suelli).

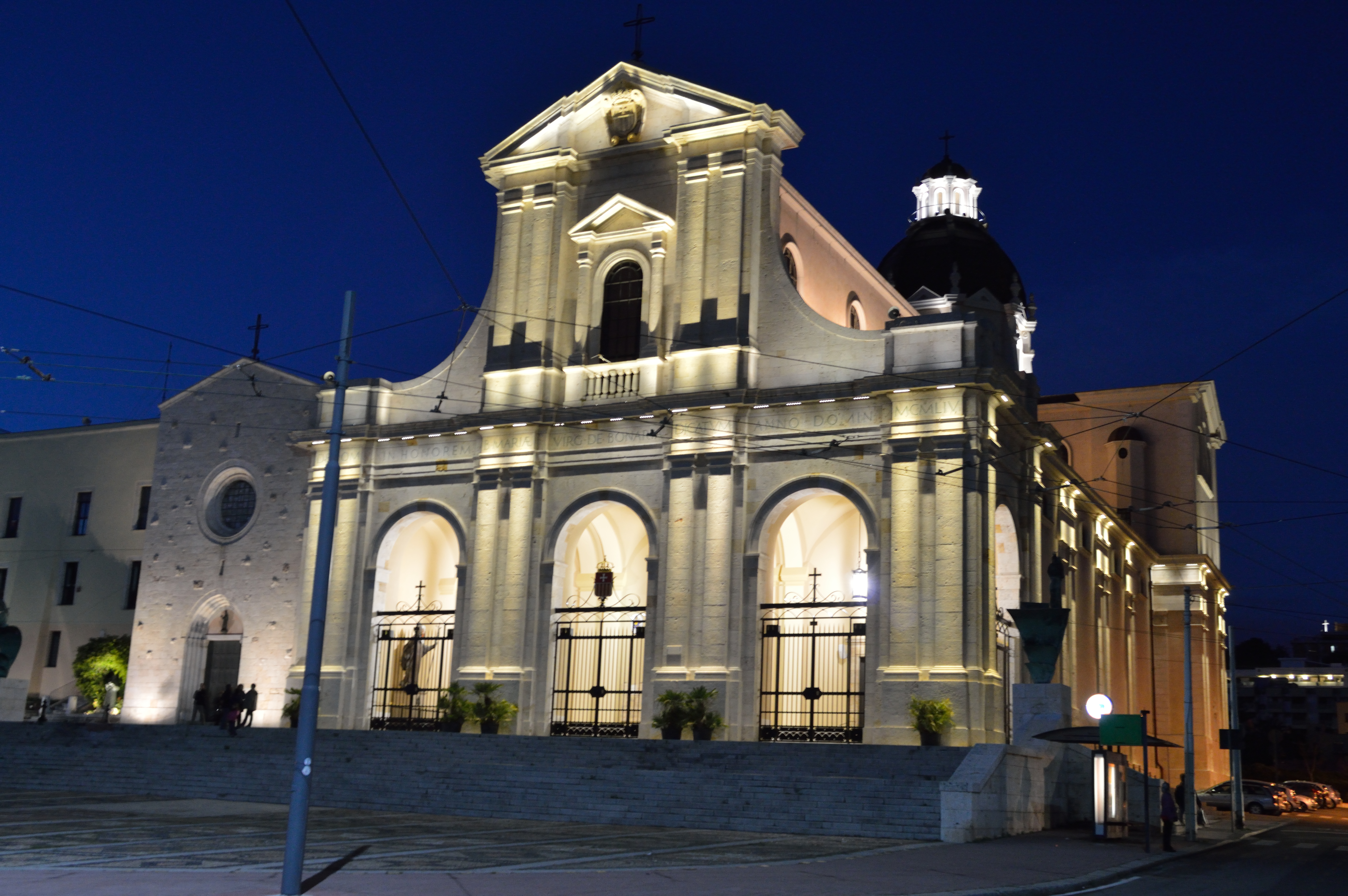
Santuario de Nuestra Señora de Bonaria, en Cagliari

En 2023 en la arquidiócesis existían 130 parroquias agrupadas en 4 vicariatos urbanos y 10 foranías. 

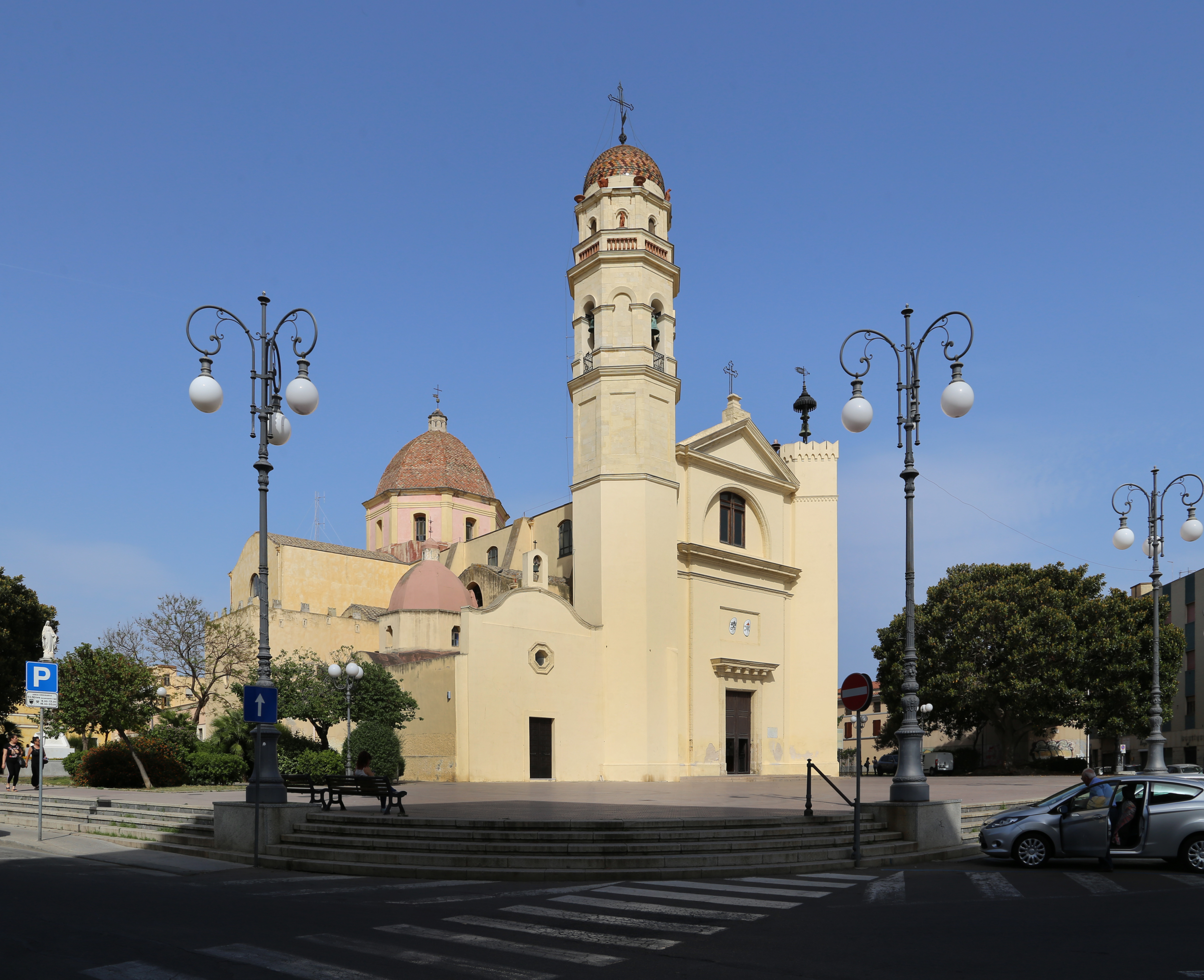
Basílica de Santa Elena Emperatriz, en Quartu Sant'Elena

La arquidiócesis tiene como sufragáneas a las diócesis de Iglesias, Lanusei y Nuoro.

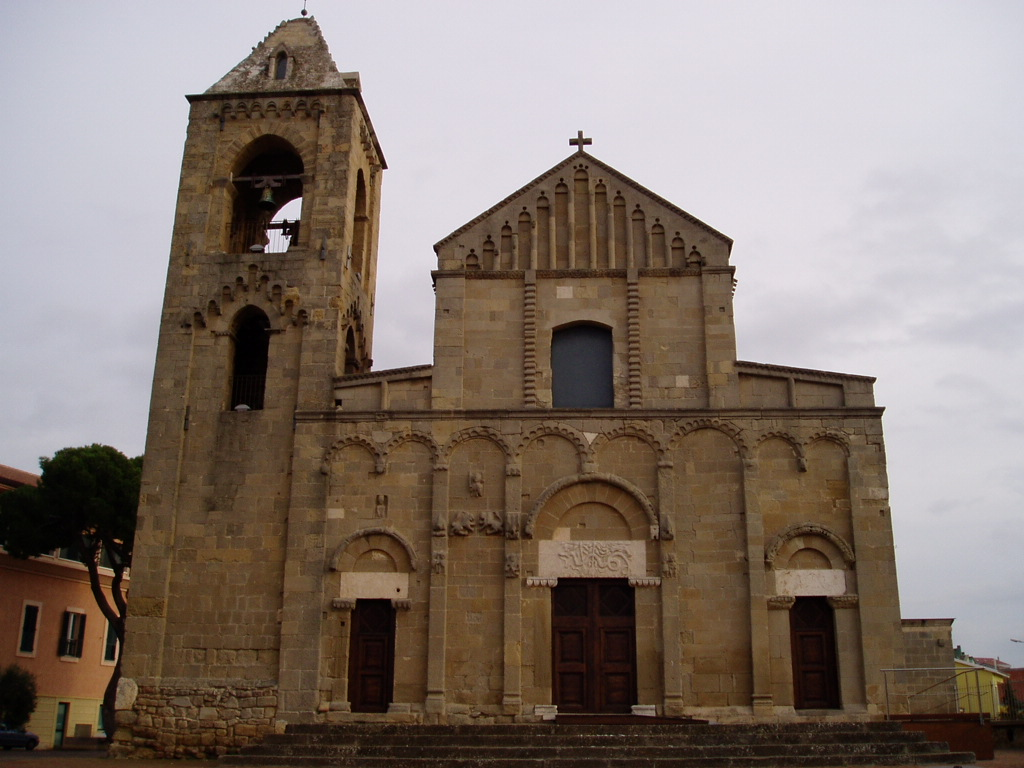
Excatedral de San Pantaleón, en Dolianova

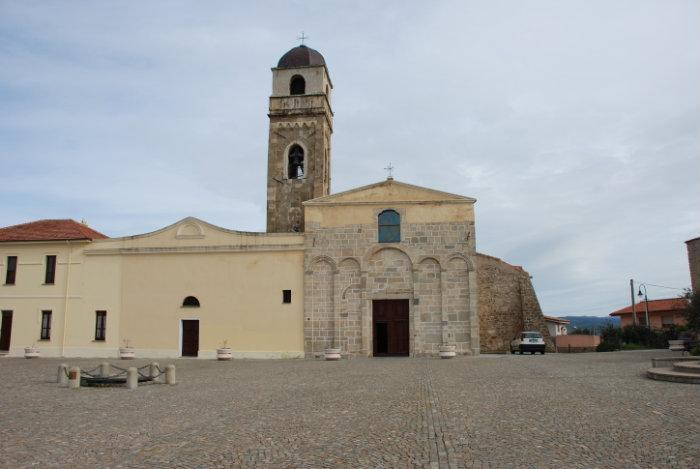
Excatedral de San Pedro, en Suelli

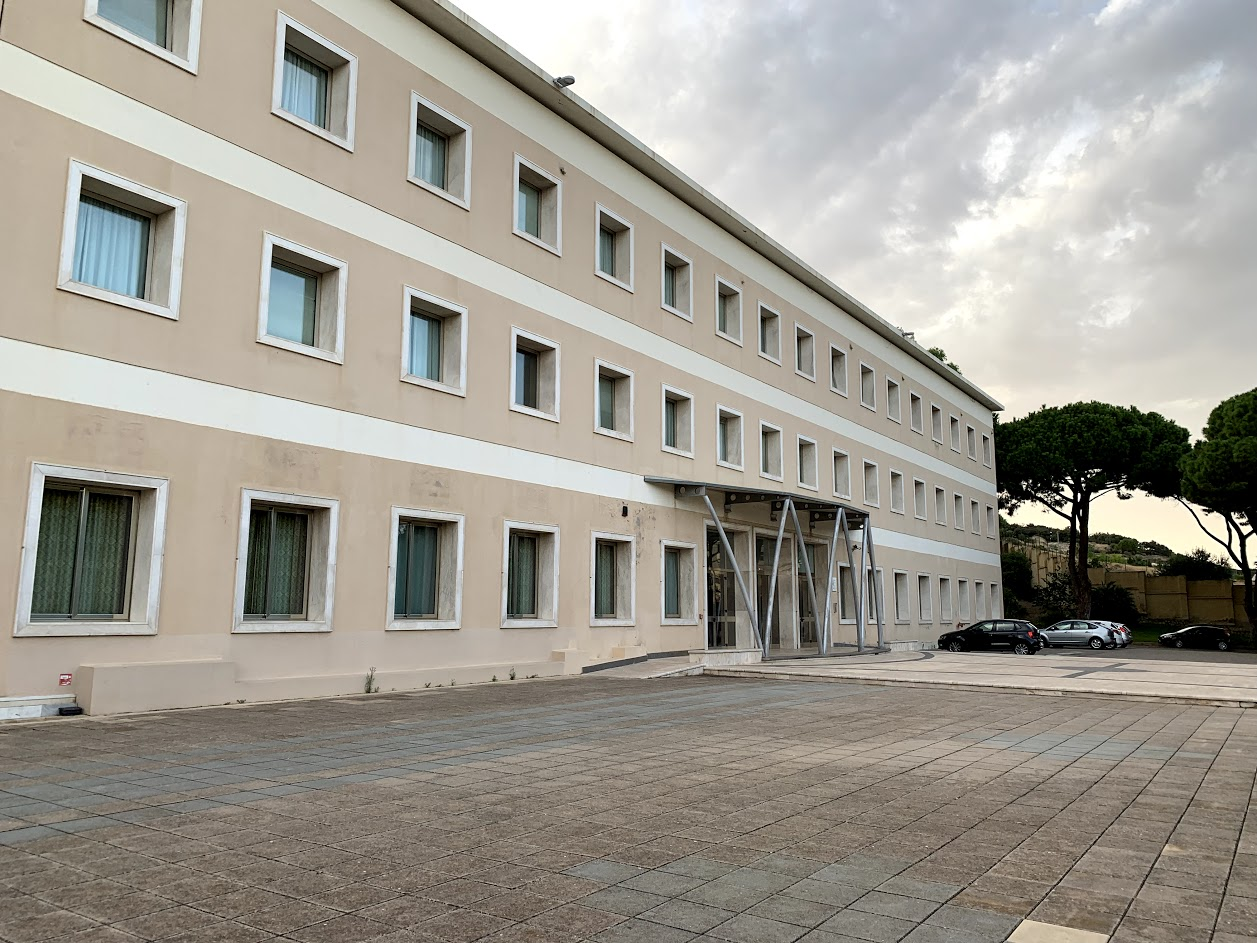
Seminario archiepiscopal de Cagliari

## Historia
La diócesis de Cagliari tiene orígenes antiguos. El primer obispo que tuvo cierta fiabilidad, al menos tradicional, sería san Avendrace, que ocupó la cátedra desde el año 70 hasta el 77 (o 87), cuando murió (presumiblemente el 13 de septiembre). Se trata de una tradición que dista mucho de ser cierta, aunque el barrio de Cagliari que lleva su nombre, donde vivió como ermitaño, parece confirmarla. Sobre su tumba se construyó probablemente la iglesia de San Avendrace, ya en el año 202, cuando fue descubierta. Edificio modificado durante el siglo XVII, conserva el hipogeo del siglo I. El primer obispo de Cagliari documentado históricamente fue Quintasio, atestiguado en el año 314, y luego el famoso teólogo san Lucifer (circa 353-370). Los obispos de Cagliari parecen haber tenido el título de arzobispos desde el año 484, cuando está documentado el arzobispo Lucifer II.
En la Edad Media su jurisdicción se extendía sobre los territorios de los curatos de Campidano, Colostrai, Decimomannu, Gipu, Nora y Nuraminis.
El título primacial de Cerdeña aparece por primera vez en la falsa correspondencia del papa Víctor III con el arzobispo Giacomo (1075-1089). En 1189 el papa Inocencio II elevó al arzobispo de Pisa como su legado, quien desde ese momento tomó el título de primado de Cerdeña y Córcega.
Desde 1420 su jurisdicción se extendió a la suprimida diócesis de Suelli, desde 1495 a la diócesis de Galtellì, desde 1503 a la diócesis de Dolia y desde 1506 a la diócesis de Sulci.
En los siglos siguientes algunas diócesis recuperaron la autonomía: en 1824 una parte de la exdiócesis de Suelli constituyó la diócesis de Ogliastra, que luego se convirtió en la diócesis de Lanusei; la diócesis de Iglesias fue erigida en 1763 en un territorio más o menos similar a la exdiócesis de Sulci; la diócesis de Galtellì fue restablecida en 1779 con sede en Nuoro.
La arquidiócesis de Cagliari fue visitada por el papa Pablo VI el 24 de abril de 1970 y por el papa Juan Pablo II el 19 y 20 de octubre de 1985. El 7 de septiembre de 2008 el papa Benedicto XVI visitó la ciudad de Cagliari, en el centenario desde que el papa Pío X proclamó a Nuestra Señora de Bonaria patrona principal de Cerdeña. El 22 de septiembre de 2013 fue destino de una peregrinación del papa Francisco.

## Estadísticas
Según el Anuario Pontificio 2024 la arquidiócesis tenía a fines de 2023 un total de 563 000 fieles bautizados.
| Año                                                                             | Población            | Población | Población      | Sacerdotes | Sacerdotes    | Sacerdotes    | Bautizados por sacerdote | Diáconos permanentes | Religiosos | Religiosos | Parroquias |
| Año                                                                             | Bautizados católicos | Total     | % de católicos | Total      | Clero secular | Clero regular | Bautizados por sacerdote | Diáconos permanentes | Varones    | Mujeres    | Parroquias |
| ------------------------------------------------------------------------------- | -------------------- | --------- | -------------- | ---------- | ------------- | ------------- | ------------------------ | -------------------- | ---------- | ---------- | ---------- |
| 1948                                                                            | 310 000              | 310 194   | 99.9           | 226        | 152           | 74            | 1371                     |                      | 112        | 524        | 86         |
| 1958                                                                            | 345 083              | 345 583   | 99.9           | 304        | 178           | 126           | 1135                     |                      | 196        | 910        | 95         |
| 1970                                                                            | 448 000              | 449 321   | 99.7           | 371        | 214           | 157           | 1207                     |                      | 218        | 1051       | 114        |
| 1980                                                                            | 496 150              | 518 349   | 95.7           | 384        | 210           | 174           | 1292                     |                      | 240        | 1033       | 125        |
| 1990                                                                            | 539 000              | 551 617   | 97.7           | 384        | 194           | 190           | 1403                     | 6                    | 246        | 976        | 133        |
| 1999                                                                            | 540 000              | 559 825   | 96.5           | 308        | 193           | 115           | 1753                     | 21                   | 140        | 878        | 132        |
| 2000                                                                            | 530 000              | 557 460   | 95.1           | 344        | 196           | 148           | 1540                     | 27                   | 173        | 870        | 133        |
| 2001                                                                            | 531 000              | 556 941   | 95.3           | 358        | 186           | 172           | 1483                     | 29                   | 211        | 848        | 133        |
| 2002                                                                            | 530 000              | 551 708   | 96.1           | 382        | 199           | 183           | 1387                     | 32                   | 226        | 870        | 133        |
| 2003                                                                            | 522 000              | 547 352   | 95.4           | 327        | 200           | 127           | 1596                     | 31                   | 163        | 828        | 133        |
| 2004                                                                            | 550 000              | 560 583   | 98.1           | 345        | 201           | 144           | 1594                     | 29                   | 181        | 804        | 133        |
| 2006                                                                            | 562 251              | 563 251   | 99.8           | 320        | 191           | 129           | 1757                     | 30                   | 162        | 940        | 133        |
| 2010                                                                            | 567 615              | 572 615   | 99.1           | 247        | 205           | 42            | 2298                     | 37                   | 99         | 820        | 133        |
| 2013                                                                            | 575 000              | 583 365   | 98.6           | 371        | 201           | 170           | 1549                     | 38                   | 227        | 810        | 135        |
| 2016                                                                            | 568 600              | 581 900   | 97.7           | 320        | 188           | 132           | 1776                     | 43                   | 188        | 810        | 133        |
| 2019                                                                            | 573 420              | 586 280   | 97.8           | 317        | 189           | 128           | 1808                     | 42                   | 134        | 810        | 130        |
| 2021                                                                            | 566 600              | 579 300   | 97.8           | 317        | 189           | 128           | 1787                     | 42                   | 134        | 810        | 130        |
| 2023                                                                            | 563 000              | 576 000   | 97.7           | 309        | 174           | 135           | 1822                     | 41                   | 144        | 86         | 130        |
| Fuente: Catholic-Hierarchy, que a su vez toma los datos del Anuario Pontificio. |                      |           |                |            |               |               |                          |                      |            |            |            |

### Vida consagrada
Entre los Institutos de vida consagrada y sociedades de vida apostólica presentes en Cagliari se encuentran las Siervas de la Sagrada Familia, la Orden de los Hermanos Menores Capuchinos, las Pías Hermanas de la Redención, las Hijas de la Caridad, las Hijas Eucarísticas de Cristo Rey, las Hijas de Cristo Rey, los Misioneros Javerianos de Parma, el Instituto del Buen Pastor, la Pía Sociedad Hijas de San Pablo, el Cenáculo del Corazón Inmaculado y adolorado de María, la Compañía de Jesús, las Hermanas Mercedarias, la Orden de los Hermanos Menores, las Dominicas de Santa María del Rosario, las Hermanitas Misioneras de la Caridad, las Hijas de María Santísima Madre de la Divina Providencia y del Buen Pastor,  entre otros.

## Episcopologio

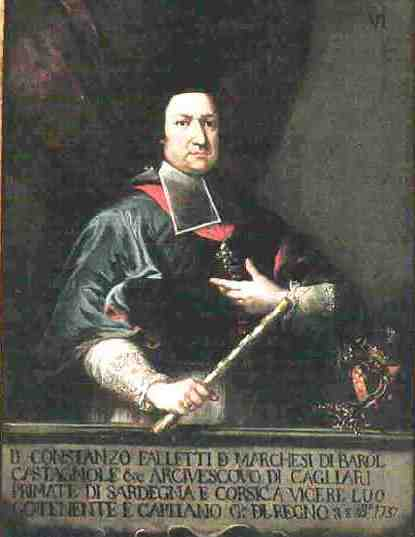
Raulo Costanzo Falletti ocupó la sede de Cagliari de 1726 a 1748

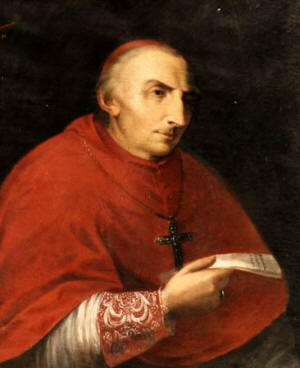
Diego Gregorio Cadello, arzobispo de 1798 a 1807

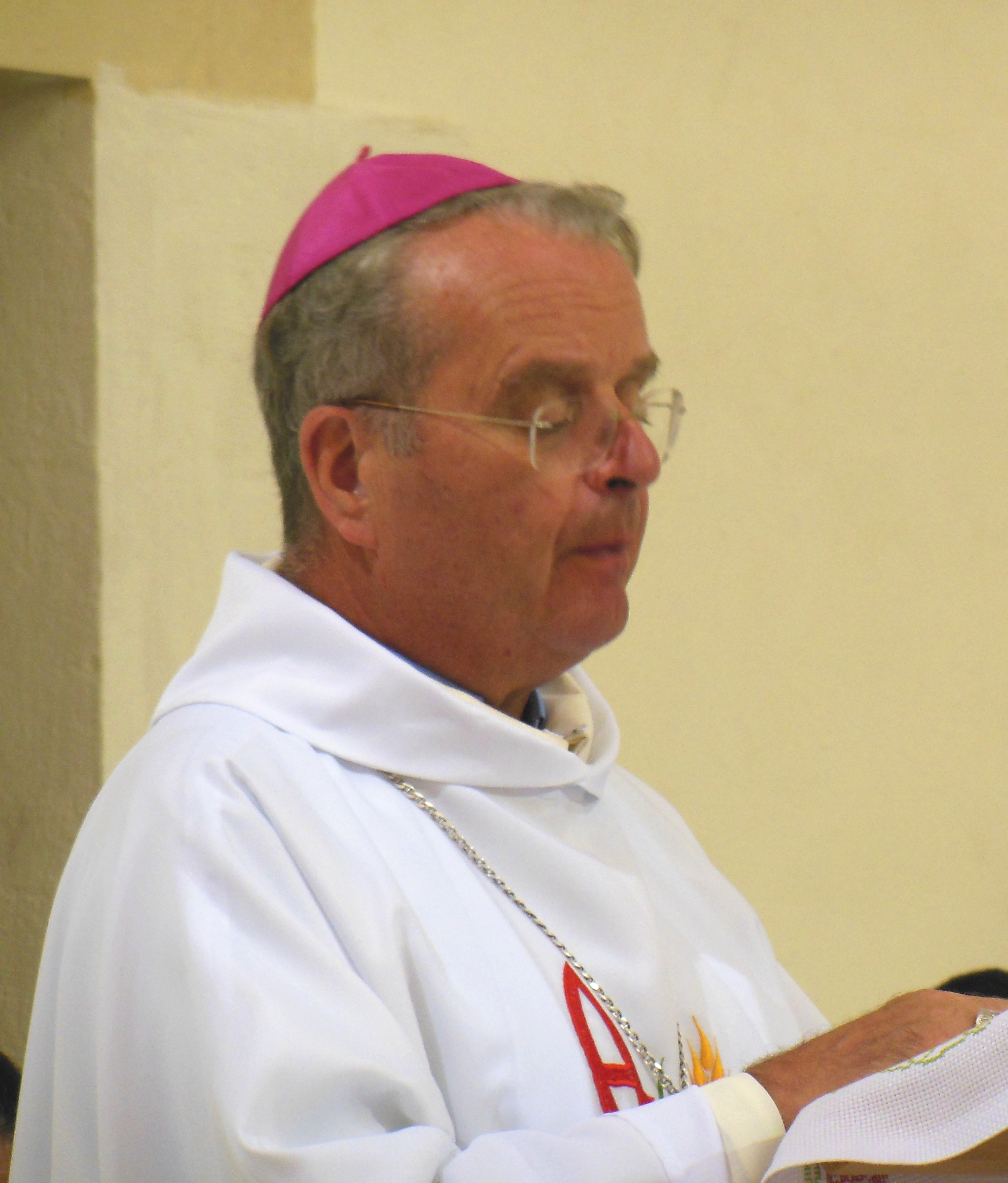
Arrigo Miglio, actual arzobispo de Cagliari. En la sede desde 2012

De los obispos hasta Lucifero II, sólo están atestiguados históricamente Quintasio, Lucifero I y quizás Avendrace, de quien todavía se conserva la tradición en nombre de un distrito de la ciudad y que fue precedido en la cátedra de Cagliari por los obispos Siridone, Bonifacio y Clemente.
- San Avendrace † (70-77 o 87 falleció) (?)
- San Lino † (210) (?)
- San Giovenale † (303) (?)
- Quintasio † (mencionado en 314)
- Protogene de Cagliari? † (325)[nota 1]
- San Lucifer I † (antes de 354-370 falleció)
- Giusto II † (371) (?)
- Omodeo † (412) (?)
- Lucifero II † (mencionado en 484)
- Primasio † (mencionado en 518/519)
- San Severo I † (530) (?)
- Tommaso I? † (antes de 591)[nota 2]
- Gennaro † (antes de junio de 591-después de septiembre de 603 falleció)
- Anónimo (Romano?) † (mencionado en 626)
- Diodato † (?-649 falleció)
- Giustino † (649-?)
- Citonato I † (antes de 680-después de 685/686)[nota 3]
- Anónimo (Valente?) † (mencionado en 692)
- Mariano I (mencionado en 778) (?)
- Tomaso II † (mencionado en 787)
- Arsenio I † (843)
- Giovanni I † (847-855)
- Arsenio II † (segunda mitad del siglo IX)
- Antero † (siglo IX (?)
- Citonato II † (mencionado en 964)[nota 4]
- Umberto † (1017-1040 falleció) (?)
- Alfredo o Gualfredo † (antes de 1073)[nota 5]
- Giacomo † (1075-1089)
- Lamberto † (mencionado en 1089)
- Ugo † (circa 1089-circa 1090)
- Benedetto † (1090-1100) (?)
- Gualfredo † (mencionado en 1112)
- Guglielmo I † (1119-1126)
- Pietro † (mencionado en 1126)
- Costantino † (mencionado en 1141)
- Bonato † (mencionado en 1163)
- Ricco † (antes de 1183[nota 6]-1217)
- Mariano da Sulci † (27 de marzo de 1218-1226)
- Anónimo (Sutrino?) † (mencionado en 1233)
- Anónimo † (mencionado en 1235)
- Leonardo da Roma † (1237-1250)
- Domenico † (1250-1255) (?)
- Anónimo † (mencionado en 1257)
- Ugone † (1260-1276 falleció)
- Pecci Ranieri † (1276 renunció)
- Gallo † (27 de noviembre de 1276-1281)
- Biagio † (1281-1287) (?)
- Percivalle de Comitibus † (21 de enero de 1290-1295)
- Giacomo dell'Abate † (20 de septiembre de 1295-1298 falleció)
- Ranuccio, O.Min. † (8 de noviembre de 1299-1322)
- Gioannello † (1322-1331)
- Gondisalvo Bonihominis † (9 de agosto de 1331-1341)
- Guglielmo II di Poblet, O.Cist. † (10 de febrero de 1341-1342)
- Sebastiano † (11 de diciembre de 1342-1344)
- Guglielmo III, O.S.A. † (20 de octubre de 1344-1348)
- Pietro Cescomes, O.Cist. † (5 de noviembre de 1348-1352)
- Giovanni Graziani † (18 de mayo de 1352-1354 falleció)
- Giovanni d'Aragona, O.Min. † (12 de febrero de 1354-1369)
- Bernardo, O.Min. † (8 de agosto de 1369-1398 falleció)
- Diego † (1386-antes de 1400)
- Giovanni † (1400-antes de 1403 falleció)
- Antonio Dexart, O. de M. † (21 de febrero de 1403-1413)
- Giacomo Massaguer † (1414)
- Pietro Spinola, O.S.B. † (8 de octubre de 1414-1422 falleció)
- Giovanni Fabri, O.Carm. † (10 de mayo de 1423-1440 renunció)
- Matteo Jofre † (29 de enero de 1440-1460)[nota 7]
- Francesco de Ferrer † (27 de diciembre de 1460-13 de febrero de 1467 nombrado obispo de Mallorca)
- Ludovico Fenollet † (13 de febrero de 1467-27 de enero de 1468 nombrado obispo de Anglona)
- Antonio Baragues, O.P. † (1469 o 1471-1472 falleció)
- Gabriele Serra, O.Cist. † (13 de enero de 1472-1484 falleció)
- Pietro Pilares, O.P. † (13 de julio de 1484-1513 renunció)
- Giovanni Pilares † (9 de enero de 1514-1521 falleció)
- Jerónimo Vilanova † (25 de octubre de 1521-1534 falleció)
- Domenico Pastorello, O.F.M.Conv. † (13 de noviembre de 1534-octubre de 1547 falleció)
- Baltasar de Heredia, O.P. † (31 de agosto de 1548-21 de abril de 1558 renunció)
- Antonio Parragués de Castillejo, O.S.B. † (4 de noviembre de 1558-23 de febrero de 1573 falleció)
- Angelo da Padova, O.S.A. † (1573-1573 falleció)
- Francisco Pérez † (29 de marzo de 1574-28 de octubre de 1577 falleció)
- Gaspar Vicente Novella † (6 de octubre de 1578-24 de agosto de 1586 falleció)
- Francesco de Val † (27 de abril de 1587-1595 falleció)
- Alfonso Lasso Sedeño † (7 de febrero de 1596-1 de diciembre de 1604 nombrado arzobispo de Mallorca)
- Francisco de Esquivel † (20 de junio de 1605-21 de diciembre de 1624 falleció[nota 8])
- Lorenzo Nieto, O.S.B. † (1625-1626 falleció)[nota 9]
- Ambrogio Machin, O. de M. † (20 de septiembre de 1627-23 de octubre de 1640 falleció)
- Bernardo de La Cabra † (13 de enero de 1643-23 de diciembre de 1655 falleció)
- Pietro Vico † (27 de agosto de 1657-antes del 19 de octubre de 1676 falleció)
- Diego Ventura Fernández de Angulo, O.F.M. † (19 de octubre de 1676-11 de enero de 1683 nombrado obispo de Ávila)
- Antonio de Vergara, O.P. † (13 de noviembre de 1683-1 de octubre de 1685 nombrado obispo de Zamora)
- Antonio Diaz de Aux, O. de M. † (18 de marzo de 1686-28 de julio de 1689 falleció)
- Francesco di Sobre Casas, O.P. † (12 de diciembre de 1689-4 de enero de 1698 falleció)
- Bernardo di Cariñena, O. de M. † (5 de octubre de 1699-25 de diciembre de 1722 falleció)
- Raulo Costanzo Falletti † (16 de diciembre de 1726-1 de enero de 1748 falleció)
- Giulio Cesare Gandolfi † (1 de abril de 1748-junio de 1758 falleció)
- Tommaso Ignazio Natta, O.P. † (4 de abril de 1759-27 de junio de 1763 retirado)
- Giuseppe Agostino Delbecchi, Sch.P. † (18 de julio de 1763-1 de abril de 1777 falleció)
- Vittorio Filippo Melano, O.P. † (1 de junio de 1778-24 de julio de 1797 nombrado arzobispo a título personal de Novara)
- Diego Gregorio Cadello † (29 de enero de 1798-5 de julio de 1807 falleció)
  - Sede vacante (1807-1819)
- Nicolò Navoni † (29 de marzo de 1819-22 de julio de 1836 falleció)
- Antonio Raimondo Tore † (2 de octubre de 1837-marzo de 1840 falleció)
- Emanuele Marongiu Nurra † (23 de mayo de 1842-12 de septiembre de 1866 falleció)
- Giovanni Antonio Balma, O.M.V. † (27 de octubre de 1871-5 de abril de 1881 falleció)
- Vincenzo Gregorio Berchialla, O.M.V. † (4 de agosto de 1881-13 de octubre de 1892 falleció)
- Paolo Giuseppe Maria Serci Serra † (16 de enero de 1893-18 de septiembre de 1900 falleció)
- Pietro Balestra, O.F.M.Conv. † (17 de diciembre de 1900-1 de mayo de 1912 falleció)
- Francesco Rossi † (9 de abril de 1913-15 de diciembre de 1919 nombrado arzobispo de Ferrara)
- Ernesto Maria Piovella, O.SS.C.A. † (8 de marzo de 1920-18 de febrero de 1949 falleció)
- Paolo Botto † (1 de agosto de 1949-2 de mayo de 1969 renunció[nota 10])
- Sebastiano Baggio † (23 de junio de 1969-26 de febrero de 1973 nombrado prefecto de la Congregación para los Obispos)
- Giuseppe Bonfiglioli † (17 de abril de 1973-11 de febrero de 1984 renunció)
- Giovanni Canestri † (22 de marzo de 1984-6 de julio de 1987 nombrado arzobispo de Génova-Bobbio)
- Ottorino Pietro Alberti † (23 de noviembre de 1987-20 de junio de 2003 retirado)
- Giuseppe Mani (20 de junio de 2003-25 de febrero de 2012 retirado)
- Arrigo Miglio (25 de febrero de 2012-16 de noviembre de 2019 retirado)
- Giuseppe Baturi, desde el 16 de noviembre de 2019